# مالو (خواننده)

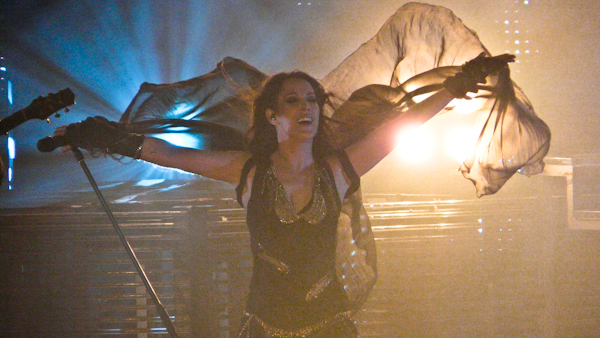

ماریا لوسیا سانچز بنیتز (مادرید، ۱۵ مارس ۱۹۸۲)، با نام هنری مالو، خواننده، ترانه‌سرا و مجری سرشناس اسپانیایی است.
این هنرمند یکی از مهم‌ترین صداهای موسیقی اسپانیا به حساب می‌آید. او در طول دوران حرفه ای خود بیش از دو و نیم میلیون آلبوم به فروش رسانده‌است. او تقدیرنامه‌هایی مانند مدال اندلس برای «یک کار کامل» در سال ۲۰۱۵، جایزه اونداس برای «بهترین هنرمند سال» که در سال ۲۰۱۴ دریافت کرده‌است. در کارنامه او دو نامزدی گرمی لاتین، که یکی از آنها را در سال ۲۰۱۱ برای «بهترین آلبوم آواز پاپ زن» دریافت کرده‌است به چشم می‌خورد.